# Гратион
Гратион в древногръцката митология е гигант, син на Гея и Тартара(с помощта на кръвта на скопения Уран), който взел участие в гигантомахията (войната срещу Олимпийските богове). Както и останалите гиганти, бил роден на малкия полуостров Палена, дн. Италия. По време на гигантомахията се сражавал срещу различни Олимпийци, но си поставил цел да унижи Артемида и да изтреби ловджийките ѝ. Освен това той бил първият и последен гигант, дръзнал да се обяви за бог - покровителствал коварните, безразсъдните и хазартните играчи(самият той бил такъв, посмявайки да опитва да приземи Артемида и помощничките ѝ), лъжците, пакостниците и т.н. Сигурен в умствения и физическия си превес, надменно влизал в битки срещу различни противници и при всякакви условия.
Самоувереността му била подкрепена от редица на другите му характеристики и странични фактори. Бил висок 8 метра и имал змийски крака. Със здравата си кожа Гратион дори не се нуждаел от пълно въоръжение. Понякога си позволявал да се бие с камъни(вж.скицата). Когато гигантомахията започнала, Гратион се хвърлил безразсъдно в центъра, сражавайки се редом с Порфирион и Алкионей. Коварно нанасял удари, но бил прогонен с оръжия, които чукали, вместо да пронизват. Стигнал до Артемида и нейните ловджийки и с подигравка ги предизвикал на бой. Последиците били фатални. Гратион се изправил срещу много повече противници и умрял безславно в битка срещу тях. Заживял в Тартара. 